# Melese flavescens
Melese flavescens là một loài bướm đêm thuộc phân họ Arctiinae, họ Erebidae.